# Leucocharis loyaltiensis
Leucocharis loyaltiensis foi uma espécie de gastrópodes da família Orthalicidae.
Foi endémica da Nova Caledónia.